# Дитятки
Дитя́тки (укр. Дитятки) — село, входит в Иванковский район Киевской области Украины.
Население по переписи 2001 года составляло 571 человек. Почтовый индекс — 07220. Телефонный код — 4591. Занимает площадь 2,1 км². Код КОАТУУ — 3222080801.
Село расположено на границе Чернобыльской зоны отчуждения. Вблизи села находится главный контрольно-пропускной пункт в зону. До аварии был в составе Чернобыльского района.

## Местный совет
07220, Киевская обл., Иванковский р-н, с. Дитятки